# Церковь Святого Павла (Лейпциг)
Церковь св. Павла (нем. Paulinerkirche), собственно университетская церковь св. Павла (нем. Universitätskirche Sankt Pauli) — протестантская церковь, располагавшаяся в центре немецкого города Лейпциг в современной федеральной земле Саксония. Основанная в 1241 году орденом доминиканцев, с 1543 года она принадлежала лейпцигскому университету. Выстоявшая во Второй мировой войне, церковь была по инициативе университета и согласно решению городского правительства разрушена в мае 1968 года, чтобы освободить место для нового главного здания университета.
Возведение изначально монастырской церкви началось вблизи восточных городских ворот (нем. Grimmaisches Tor) в 1231 году сразу после прихода доминиканцев в Лейпциг, и продвигалось быстрыми темпами, так что уже в 1241 году трёхнефная церковь св. Павла была освящена. Изначально церковь имела также обращённую на восток однонефную апсиду, разобранную в XVII веке.
В XIV—XV веках к основному объёму здания был пристроен ряд фамильных капелл городских патрициев: в 1393 году посвящённая Деве Марии капелла богемско—мейсенского рода Пфлуг (нем. Pflugk (von Rabenstein), чеш. Pluh z Rab(s)stejna), и с середины XV века — капеллы семей Хаугвиц (нем. Haugkwitz), Леймбах (нем. Leimbach) и Тюммель (нем. Thümmel).
С XV века история церкви оказалась непосредственным и всё более тесным образом связана с университетом, основанным в 1409 году. С одной стороны, церковь монастыря св. Павла периодически использовалась в качестве учебной аудитории, а с другой — здесь всё чаще находили свой последний покой видные профессора университета, что отражено в дошедших до наших дней роскошных надгробных памятниках.
С введением Реформации в 1539 году и с последовавшим роспуском доминиканского монастыря, имущество последнего было в 1543 году передано университету. Церковь св. Павла не только получила «официальный» статус университетской церкви, но и была превращена в лютеранский храм: в 1545 году её освящением руководил сам Мартин Лютер. При этом был разобран ряд боковых алтарей и снесены все капеллы, за исключением капеллы Пфлугов, через которую отныне осуществлялся вход в храм со стороны Гриммаише-штрассе. Часть старого монастырского сада была превращена в hortus medicus — своего рода «аптечный огород», давший начало лейпцигскому ботаническому саду.
В 1717 году в церкви был устроен новый орган саксонского мастера Иоганна Шайбе (нем. Johann Scheibe, ок. 1675—1748), музыкальное испытание которого было доверено Иоганну Себастьяну Баху. Бах, в 1723—1750 годы занимавший должность городского музыкального директора и руководивший хором св. Фомы, и в последующие годы регулярно исполнял здесь свои произведения.
Около 1800 года, после сноса средневековых городских укреплений и обустройства обширной городской площади (Аугустусплац) на месте старого бастиона, церковь св. Павла стала объектом пристального интереса городских архитекторов. Ради строительства нового главного здания университета, получившего в честь первого саксонского короля название Augusteum (1831—1836), были снесены старые монастырские постройки, а фасад церкви был перестроен в модном тогда классицистическом стиле по проекту Альберта Гойтебрюкка (нем. Albert Geutebrück, 1801—1868).
С перестройкой Аугустеума в 1897 году в стиле неоренессанс по проекту Арведа Россбаха (нем. Arwed Roßbach, 1844—1902), церковь св. Павла также получила новый фасад — теперь в неоготическом стиле.
Буквально чудом уцелевшая во Второй мировой войне, церковь св. Павла вплоть до своего разрушения оставалась действующей университетской церковью, а также местом обучения студентов-теологов, церковных музыкантов и хористов. С 1946 года она служила, кроме того, приходской церковью общины св. Троицы, храм которой был разрушен при бомбардировке Лейпцига в декабре 1943 года.
Уже в первые послевоенные годы обозначилась тенденция переустройства Лейпцига на принципах социалистического строительства, и повреждённые в войне здания на Аугустусплац, переименованной в Карл-Маркс-плац, — крупнейшей площади города должны были уступить место новой застройке. Также и университет, получивший имя Карла Маркса, желал скорейшего возведения нового главного здания, взамен сильно пострадавшего кампуса на Аугустусплац. Призывы сохранить, или, по крайней мере, переместить значимое с культурной точки зрения здание церкви св. Павла, однако, не нашли понимания на политическом уровне, и в начале 1960-х было принято принципиальное решение о сносе старых университетских построек. Архитектурный конкурс удалось провести, впрочем, лишь в январе 1968 года. Вслед за тем, в мае 1968 года Политбюро СЕПГ подтвердило проект возведения нового университета, чему последовали аналогичные и, в целом, формальные решения университетского сената и городского правительства.
Утром 30 мая 1968 года церковь св. Павла была взорвана. Хотя сотрудники Института охраны памятников не были допущены в здание, одному из нештатных работников Института за неделю до сноса здания было позволено провести демонтаж особо ценных объектов: спасти удалось средневековое распятие и ряд деревянных скульптур XIV века, надгробия и эпитафии XV—XVIII веков, а также ритуальную утварь. Кроме того, был демонтирован меньший из двух органов, переданный затем в церковь св. Петра в Южном предместье. Более 800 захоронений, находившихся под каменным полом церкви, были разграблены; судьба останков и поминальных даров остаётся до сих пор непрояснённой. Руины были вывезены на окраину города в районе Пробстхайда (нем. Probstheida) и захоронены на месте старого песчаного карьера.
На освободившейся площадке до 1974 года по проекту Германа Хензельманна (нем. Hermann Henselmann, 1905—1995) был возведён новый главный университетский кампус в утилитарном духе интернационального стиля, фасад которого был украшен гигантским бронзовым рельефом нем. Aufbruch с изображением Карла Маркса и борьбы рабочего класса.
С объединением Германии в городе развернулась активная дискуссия о возможностях преобразования кампуса на Аугустусплац и восстановления здания университетской церкви. Их итогом стало возведение нового современного университетского комплекса по проекту голландского архитектора Эрика ван Эгераата, начатое в 2007 году и приуроченное к грядущему 600-летнему юбилею Лейпцигского университета в 2009 году. В состав нового кампуса вошло также здание, в память о снесённой в 1968 году церкви св. Павла получившее название Паулинум — аула и университетская церковь (нем. Paulinum — Aula und Universitätskirche), которое своим внешним видом напоминает фасад старой университетской церкви, а также повторяет её объёмы во внутреннем убранстве. При этом неф нового здания разделён раздвижной прозрачной стеной, позволяющей использовать пространство как в качестве церкви (обращённая в сторону Аугустусплац половина), так и в качестве университетской аулы и концертной площадки. На верхних этажах располагаются различные научные институты университета. После многочисленных задержек, вызванных техническими сложностями реализации, в декабре 2017 года новая университетская церковь была освящена в рамках многодневной торжественной церемонии.

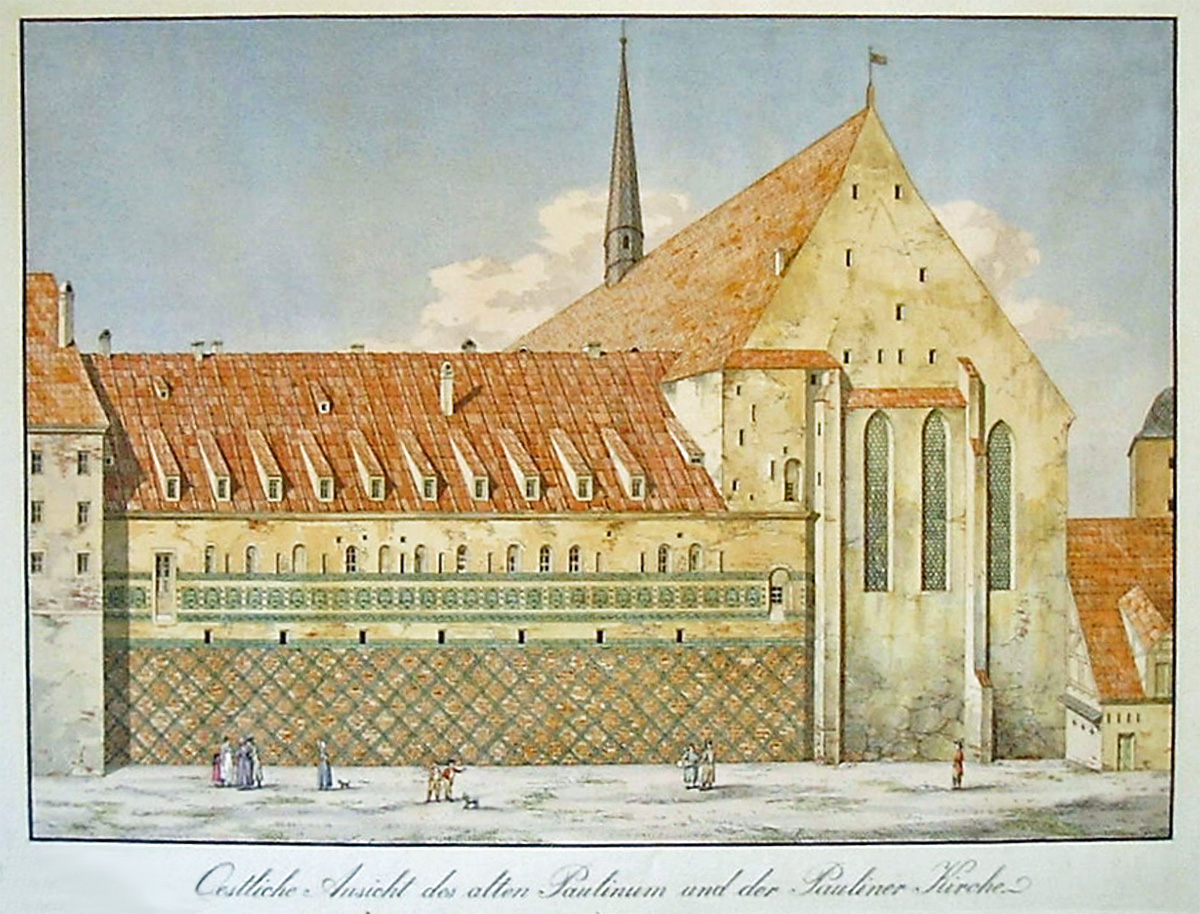
Фасад церкви Святого Павла (до 1830 года)
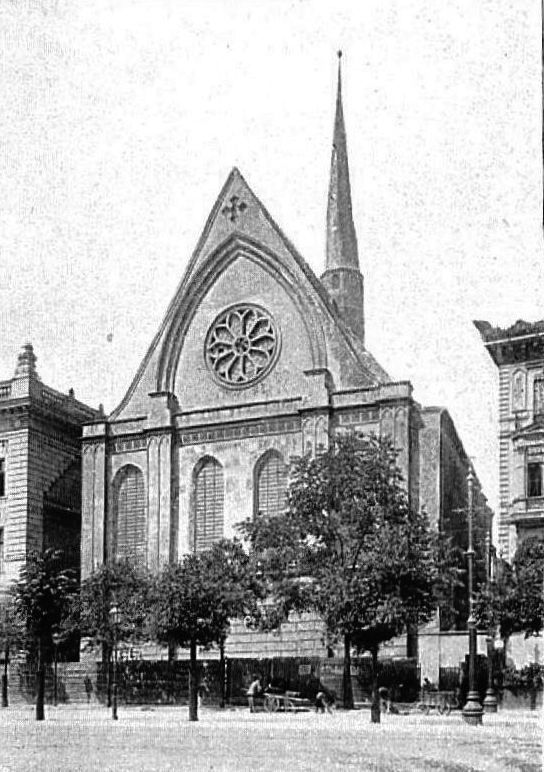
Фасад церкви Святого Павла (1870-е годы)
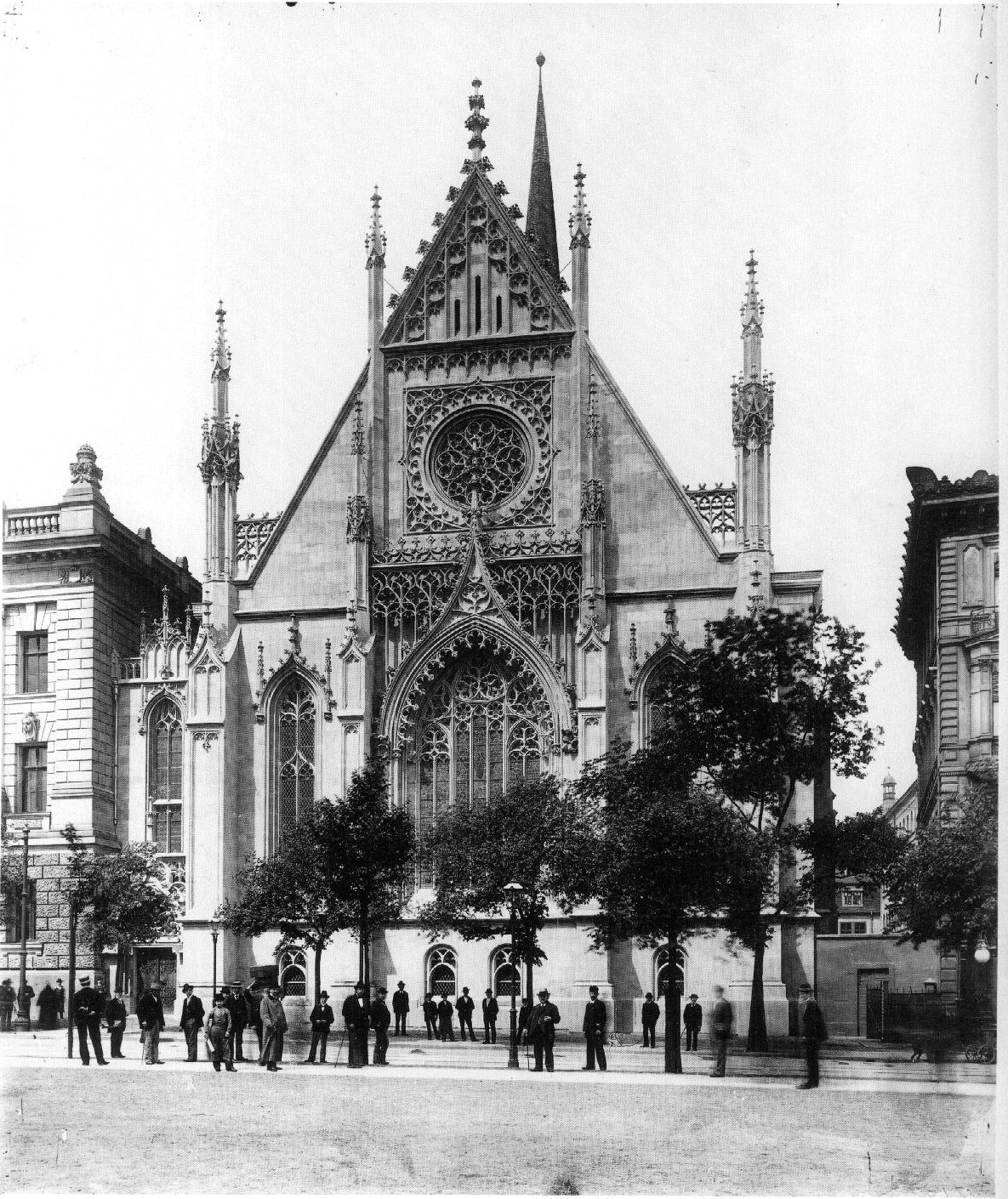
Фасад церкви Святого Павла (около 1900 года)
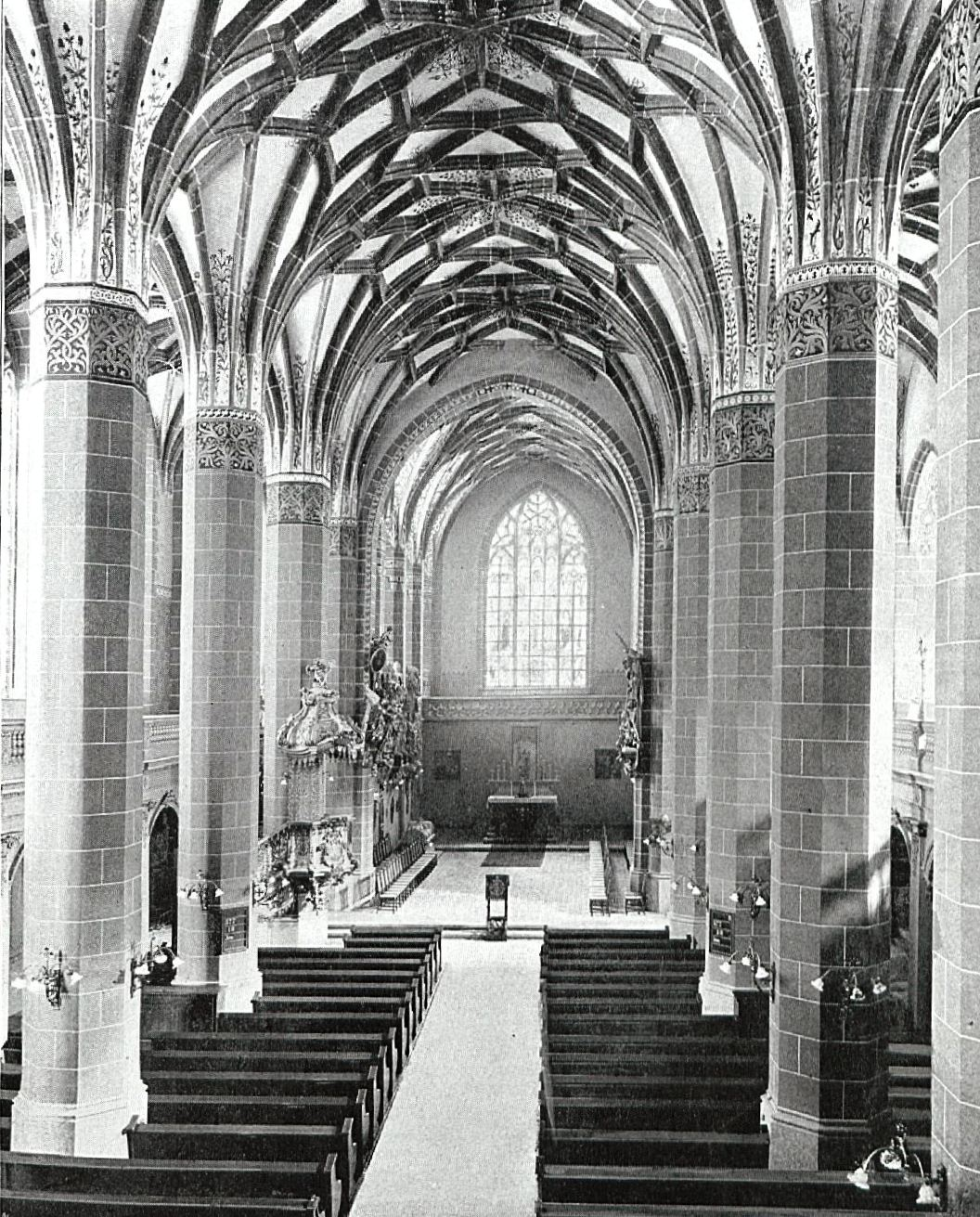
Внутреннее убранство церкви (после перестройки в конце XIX века)
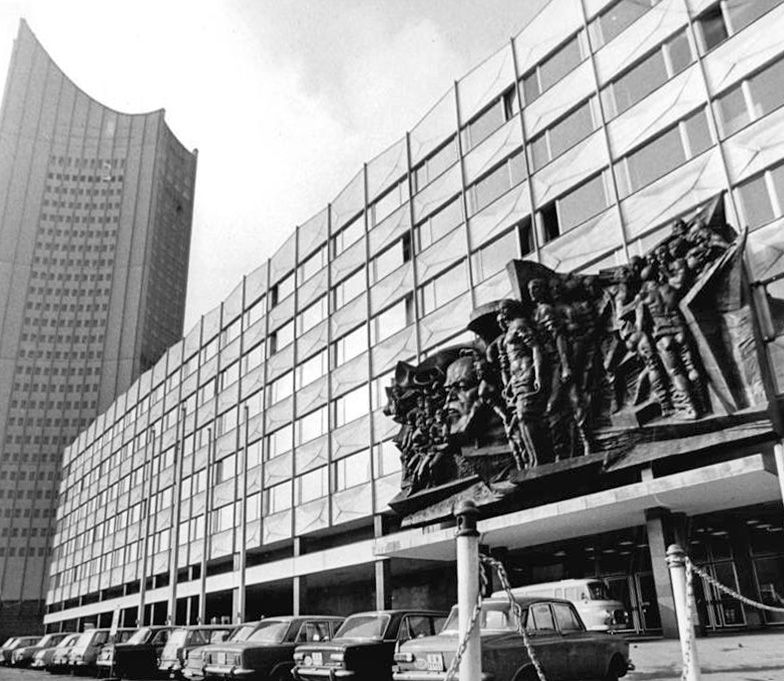
Университетский кампус (1975 год)
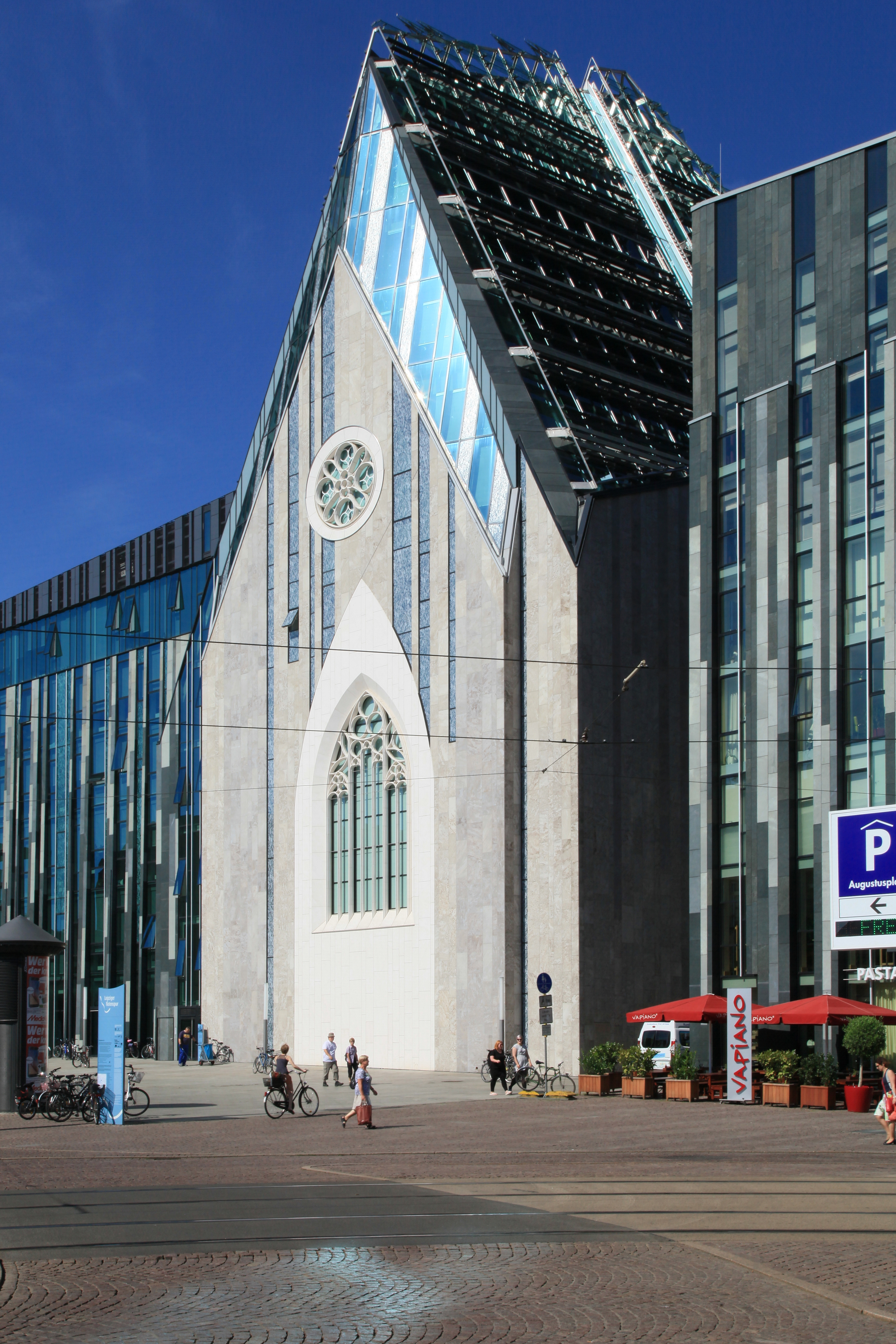
Паулинум (2017 год)